# Operation Flashpoint: Dragon Rising
Operation Flashpoint: Dragon Rising (OFP:DR) is een first-person shooter uitgebracht op 8 oktober 2009, ontwikkeld en uitgegeven door Codemasters. In tegenstelling tot wat velen denken is dit niet het vervolg op Operation Flashpoint: Cold War Crisis, maar een stand-alone game van Codemasters. Bohemia Interactive maakte het vervolg op Operation Flashpoint: Cold War Crisis, genaamd ArmA: Armed Assault.

## Gameplay
De speler heeft in Operation Flashpoint: Dragon Rising veel bewegingsvrijheid en kan zelf bepalen hoe hij zijn doel wil bereiken. De speler krijgt daarvoor een arsenaal aan middelen tot zijn beschikking, zoals artillerie en voertuigen. In de singleplayer speelt de speler in een team van 4 die hij verschillende commando's kan geven, zoals in formaties gaan staan of zich naar bepaalde plek te begeven. Om deze commando's te geven, maakt de speler gebruik van de command radial, een klein menuutje waardoorheen kan gaan met het pookje van een controller of de pijltjestoetsen van een toetsenbord.

## Verhaal
In de nabije toekomst dreigt een groot tekort aan aardolie. Rusland claimt daarom het eiland Skira, een eiland in de westelijke Aleoeten gebaseerd op het eiland Kiska, omdat daar nog een groot aardolieveld ligt. Wanneer de Volksrepubliek China dit ontdekt, annexeert de overheid het eiland. Rusland pikt dit niet en vraagt de NAVO en Verenigde Staten om steun. Dit vormt het begin van een grootse invasie op het eiland.

## Singleplayer
In de singleplayer speel een reeks van 11 missies. Door alle missies heen is de speler niet dezelfde persoon, maar hij hoort wel altijd bij het Amerikaanse leger. Hij is telkens iemand anders en maakt ook steeds deel uit van een ander team. De missies verschillen van het 's nachts infiltreren in een gebouwencomplex tot een vliegveld in nemen, met tientallen andere soldaten. In de missies zal de speler geen beschikking hebben tot helikopters. Ook is het niet mogelijk om je wapens te kiezen.

## Multiplayer
In de multiplayer zal de speler kunnen kiezen tussen drie soorten speelmodi: Annihilation, infiltration en Co-op. In Annihilation speel je in twee teams tegen elkaar. Het ene team zijn de Chinezen, en de andere zijn Amerikanen. Het gaat erom wie de meeste mensen van de tegenstander weet uit te schakelen. In Infiltration moeten de Amerikanen een bepaald gebouw weten te innemen en te vernietigen. De Chinezen verdedigen dit en moeten het voor een bepaalde tijd volhouden. In Co-op kunnen vier spelers samen missies uit de singleplayer spelen.
Bij Infiltration en Annihilation kan men met 32 spelers spelen op de PC en met 8 op de consoles.

## Speleigenschappen
- Men kan in een level voorwerpen uit de omgeving beschadigen, en deze schade is gedurende de rest van het spel blijvend.
- Het spel speelt zich af op het eiland Kiska, hoewel dit in het spel Skira wordt genoemd.
- Wapens kunnen worden uitgerust met een vizier of een granaatlanceerder.
- Er komen meer dan 70 wapens voor in het spel.
- Er zijn meer dan 50 voertuigen voor zowel land, zee als lucht in het spel beschikbaar.
- De totale oppervlakte van de omgeving bedraagt 220 km².

## Trivia
- Het spel is opgenomen in het boek 1001 Video Games You Must Play Before You Die van Tony Mott.